# Paul Hagman
Paul Hagman (19 de enero de 1887 - 17 de octubre de 1964) fue un actor teatral y cinematográfico de nacionalidad sueca.

## Biografía
Su nombre completo era Paul Bertil Hagman, y era hijo de los actores Justus Hagman y Mia Hagman. Debutó en el cine en 1912 con la cinta de Georg af Klercker Dödsritten under cirkuskupolen. Fue sobre todo activo en las décadas de 1930 y 1940, rodando un total de más de cuarenta producciones cinematográficas. Falleció en Estocolmo, Suecia, en el año 1964. Fue enterrado en el Cementerio Norra begravningsplatsen de esa ciudad.

## Filmografía
- 1912 : Dödsritten under cirkuskupolen
- 1913 : Löjen och tårar
- 1916 : Kärlek och journalistik
- 1918 : Thomas Graals bästa barn
- 1919 : Sången om den eldröda blomman
- 1920 : Carolina Rediviva
- 1920 : Gyurkovicsarna
- 1921 : En vildfågel
- 1930 : Fridas visor
- 1930 : Ulla, min Ulla
- 1930 : Kronans kavaljerer
- 1931 : Skepp ohoj!
- 1931 : Dantes mysterier
- 1931 : Röda dagen
- 1931 : Falska miljonären
- 1931 : Trötte Teodor
- 1931 : Skepparkärlek
- 1932 : Värmlänningarna
- 1932 : Kärlek och kassabrist
- 1933 : Bomans pojke
- 1933 : Luftens Vagabond
- 1933 : Den farliga leken
- 1933 : Lördagskvällar
- 1934 : Sången om den eldröda blomman
- 1934 : Anderssonskans Kalle
- 1934 : Kungliga Johansson
- 1934 : Pettersson – Sverige
- 1934 : Simon i Backabo
- 1935 : Skärgårdsflirt
- 1935 : Flickor på fabrik
- 1936 : Johan Ulfstjerna
- 1936 : 33.333
- 1936 : Alla tiders Karlsson
- 1937 : Klart till drabbning
- 1937 : Pensionat Paradiset
- 1939 : Filmen om Emelie Högqvist
- 1939 : Den modärna Eva
- 1939 : Rena rama sanningen
- 1939 : Vi på Solgläntan
- 1940 : En sjöman till häst
- 1940 : Kronans käcka gossar
- 1940 : Lillebror och jag
- 1940 : Stora famnen
- 1941 : Gentlemannagangstern
- 1941 : Lasse-Maja
- 1941 : Stackars Ferdinand
- 1942 : Livet på en pinne
- 1942 : I gult och blått
- 1942 : Jacobs stege
- 1942 : Sexlingar
- 1942 : Löjtnantshjärtan
- 1942 : Ta hand om Ulla
- 1942 : Tre skojiga skojare
- 1943 : I brist på bevis
- 1943 : En flicka för mej
- 1943 : Elvira Madigan
- 1943 : Aktören
- 1943 : Brödernas kvinna
- 1943 : Fångad av en röst
- 1943 : Hans Majestäts rival
- 1943 : Hon trodde det var han
- 1943 : Som du vill ha mej
- 1944 : Excellensen
- 1944 : Vi behöver varann
- 1946 : Det är min modell
- 1946 : Johansson och Vestman
- 1949 : Hur tokigt som helst

## Teatro (selección)
- 1917 : Nybroplan 2, de Oscar Engel y A.F.V Körber, dirección de Axel Hultman, Södra Teatern[3]
- 1918 : Tokstollar, de Emil Norlander, Södra Teatern[4]
- 1931 : 33.333, de Algot Sandberg, dirección de Sigurd Wallén, Folkan[5]
- 1935 : Filip den store, de Oscar Rydqvist, Vanadislundens friluftsteater[6]